# Sery
Sery é uma comuna francesa na região administrativa de Borgonha-Franco-Condado, no departamento de Yonne. Estende-se por uma área de 4,25 km². Em 2010 a comuna tinha 85 habitantes (densidade: 20 hab./km²).